# Дідорф
Дідорф (нім. Diedorf) — громада в Німеччині, знаходиться в землі Баварія. Підпорядковується адміністративному округу Швабія. Входить до складу району Аугсбург.
Площа — 33,21 км2. Населення становить 10 612 ос. (станом на 31 грудня 2020).